# Pere Ynglada
Pere Ynglada i Sallent (Santiago de Cuba, 1881 - Barcelona, 1958) fue un dibujante español.

## Biografía
Nacido en Cuba, hijo de comerciante catalán, vivió su infancia en Nueva York y de regreso a España se estableció en Barcelona y estudió en el Círculo Artístico de Sant Lluc. Bajo el seudónimo Yda, fue colaborador de Papitu y de L'Esquella de la Torratxa. También colaboró en la revista Iberia, publicación que durante la Primera Guerra Mundial apoyó a los aliados. Residió en París durante más de treinta años. Allí trabó amistad con el pintor Juan Gris y también con Josep Sunyer y Josep Maria Junoy. Destacó por sus dibujos sobre el Music Hall, el circo, los detalles urbanos y sobre todo por los de animales, especialmente de caballos, que terminaron por hacerle célebre. Trabajó siempre en pequeños formatos. Expuso en la Sala Parés (1906) y en las galerías Layetanas (1914), exposición esta última muy elogiada por Eugeni d'Ors. Expuso por última vez en Barcelona en la Pinacoteca (1943). Su obra se caracteriza por un trazo muy aéreo y depurado, fruto de su admiración por el dibujo japonés. Con Josep Pla organizó la muestra de arte catalán de 1921. Pla lo retrata en las memorias del Ateneo Barcelonés como un dandy. Al morir dejó instituido en Barcelona el Premio de dibujo Ynglada-Guillot, que lleva su nombre y el de su mujer, Georgette Guillot. Un conjunto de textos configuran unas memorias póstumas, Records i opinions de Pere Ynglada (1959), que fueron recogidos y publicados por Carles Soldevila.